# Zbjeg (Bebrina)
Zbjeg je naselje u općini Bebrina, u Brodsko-posavskoj županiji, 8 km od Slavonskog Broda te jedan kilometar od rijeke Save.
Nalazi se u posavskoj ravnici; susjedna sela su Kaniža i Šumeće. U selu se nalazi katolička crkva posvećena zaštitniku mjesta sv. Jurju. U naselju je također društveni dom i osnovna četverogodišnja škola.

## Stanovništvo
| broj stanovnika | 380   | 381   | 330   | 319   | 327   | 378   | 348   | 372   | 405   | 344   | 449   | 468   | 453   | 450   | 510   | 427   | 362   |
|                 | 1857. | 1869. | 1880. | 1890. | 1900. | 1910. | 1921. | 1931. | 1948. | 1953. | 1961. | 1971. | 1981. | 1991. | 2001. | 2011. | 2021. |

## Šport
- NK Gaj Zbjeg